# Alfred Fletcher (Offizier, 1875)

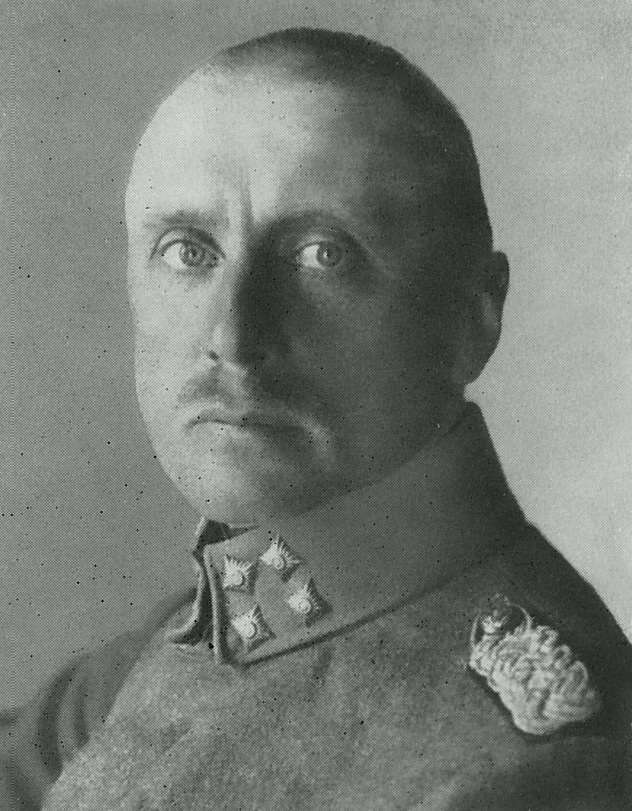
Major Alfred Fletcher

Alfred Fletcher (* 20. Januar 1875 in Lampersdorf im Landkreis Oels, Provinz Schlesien; † 20. September 1959 in Herzogenaurach) war ein deutscher Offizier und Politiker (DNVP).

## Leben und Beruf
Nach dem Besuch des Friedrichs-Gymnasiums und des Realgymnasiums in Frankfurt (Oder) begann Fletcher eine militärische Laufbahn und trat am 22. März 1893 als Fähnrich in das Feld-Artillerie-Regiment Nr. 8 ein. Er besuchte die Kadettenanstalt in Wahlstatt und die Preußische Hauptkadettenanstalt in Groß-Lichterfelde, wurde am 14. August 1894 zum Offizier ernannt und nahm vom 13. Juli 1900 bis zum 15. Juli 1901 an der China-Expedition gegen den Boxeraufstand teil. In der Folgezeit unternahm er Reisen nach Südchina, Japan, Hawaii und Nordamerika und wurde im November 1901 Offizier im Feld-Artillerie-Regiment Nr. 52.
Fletcher nahm von 1914 bis 1918 als Soldat am Ersten Weltkrieg teil. Er war zunächst Abteilungskommandeur der Ersatz-Abteilung 52, erlitt am 12. Oktober 1914 eine Verwundung, wurde am 15. Mai 1915 zum Abteilungskommandeur im Feld-Artillerie-Regiment Nr. 201 ernannt und war bei Kriegsende Regimentsführer. Nach der Novemberrevolution war er Mitbegründer des Heimatbundes Ostpreußen in Königsberg und Vorstandsmitglied während der Zeit der Weimarer Republik. Vom 1. Februar bis zum 25. Juli 1919 befehligte er die Baltische Landeswehr im Baltikum und erlitt während des lettischen Unabhängigkeitskrieges im Juni 1919 in der Schlacht von Wenden eine Niederlage gegen estnisch-lettische Truppen. Er war kurzzeitig Militärgouverneur von Riga und wurde als Major aus der Reichswehr entlassen. Im Dritten Reich wurde Fletcher wegen seiner Haltung als Kommandeur der Landeswehr angefeindet und zeitweise inhaftiert. 1945 musste er vor der Roten Armee nach Westdeutschland fliehen.

## Politik
Fletcher wurde bei der Reichstagswahl im Mai 1924 für die Deutschnationale Volkspartei (DNVP) in den Deutschen Reichstag gewählt, dem er bis Dezember 1924 angehörte. Im Parlament vertrat er den Wahlkreis 1 (Ostpreußen).